# Дніпровський державний цирк
Дніпровський держа́вний цирк — цирк в Україні, у місті Дніпро.

## Історія
Цирк заснований наприкінці XIX століття у Катеринославі (нині — Дніпро), під первинною назвою Катеринославський цирк, який розташовувався у будівлі, зведеній Ж. Труцці (проіснувала до 1929 року).
З 1932 року функціонував цирк—шапіто, який знищений під час Другої світової війни.
З 1959 року діяв стаціонарний цирк на вулиці Шмідта (нині — вул. Степана Бандери), навпроти центрального ринку «Озерка» — масивна будівля з великим куполом і шпилем споруджена у 1960 році у типовому постсталінському стилі без «архітектурних надлишків». Цирк діяв тут до будівництва у 1980 році нової будівлі на Січеславській Набережній. В приміщенні старого цирку залишалися спортивні організації. Наразі будівля з усіх боків оточена торговельними кіосками та наметами.
На початку 1975 року розпочалися роботи з будівництва нової будівлі цирку. 24 грудня 1980 року відкрита сучасна будівля цирку на Набережній імені Леніна (нині —  Січеславська Набережна), що в центрі місті. Будівля зведена за проєктом архітектора Павла Нірінберга. Дніпровський цирк — унікальна споруда, яка не має аналогів у всьому світі. Така оригінальна форма будівлі вперше була застосована в українській архітектурі.
Дніпровський цирк — єдиний в Україні, що має репетиційно-постановний манеж тих самих розмірів, що й головний.
Свого часу в цирку виступали видатні діячі циркового мистецтва: Михайло Румянцев, Н. Капітанова, Юрій Куклачов, Ігор Кіо, Юрій Нікулін, Вальтер Запашний, В. Шевченко, Л. Шевченко, представники династії Дурових, Ярових, Корнілових, Шемшур, Ельворті, Довейко.

## Загальний опис

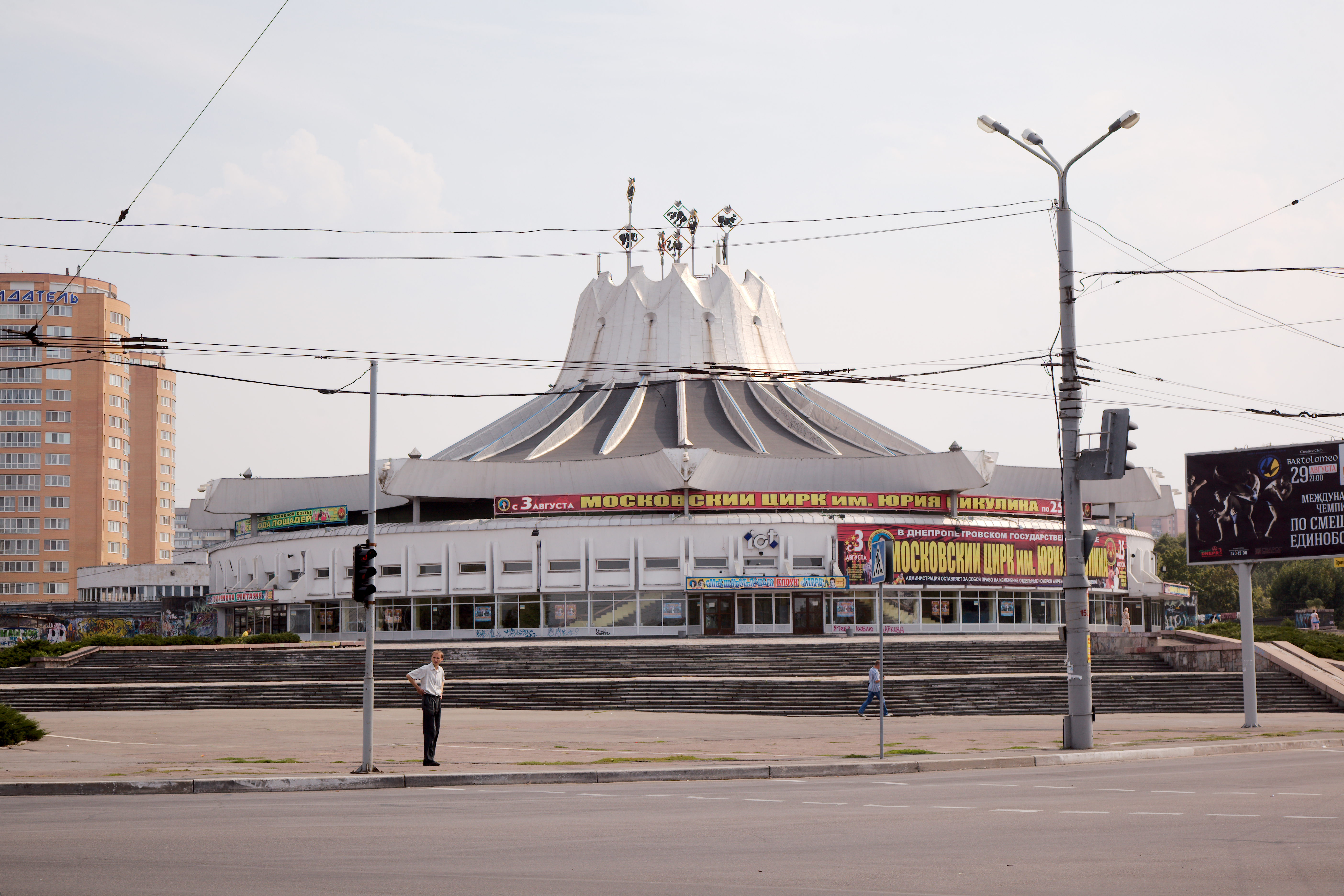
Дніпровський державний цирк

Серед переваг нової будівлі Дніпровського цирку слід зазначити оригінальний малюнок купольного склепіння: такий купол дає можливість зручно кріпити підвіску апаратів артиста і створює відмінну акустику. Вперше в Україні при будівництві Дніпровського цирку застосували шатрове покриття із збірних залізобетонних елементів. Шатро мандрівного цирку-шапіто, в даному випадку, виступає у зміненому масштабі й в іншому матеріалі. Вдень це шатро, а ввечері, коли «цирк запалює вогні», — як у фокусі ілюзіоніста, перетворюється в жерло вулкана, з якого вириваються вогняні карбовані звірі, блискучі в промінні барвистого підсвічування. Світлові ефекти — в дусі справжнього циркового уявлення — є своєрідною рекламою цирку, виконаною архітектурними засобами. Відпала необхідність в пояснювальних написах: вдало знайдений архітектурний образ свідчить про призначення будівлі краще за будь-які слова. Спроектовано об'їзний шлях, прохід на рівні манежу для артистів, які не стикаються з публікою, як в інших цирках, вхід в зал для глядачів — з середнього ряду. Місткість залу для глядачів 1914 осіб.
Дніпровський цирк — єдиний в Україні цирк з репетиційно-постановочним манежем.
У цирку працює джаз-оркестр під керівництвом С. Д. Пятова.

## Керівники
Очільники цирку:
- Федір Яшинов (1932—1970)
- Нікітін А. (1976—1994)
- Бруханський В. (1994 — ?) — генеральний директор і художній керівник Дніпровського цирку, Заслужений діяч мистецтв України.
- Шабатько Віктор Іванович — діючий генеральний директор Дніпровського державного цирку[3].

## Галерея

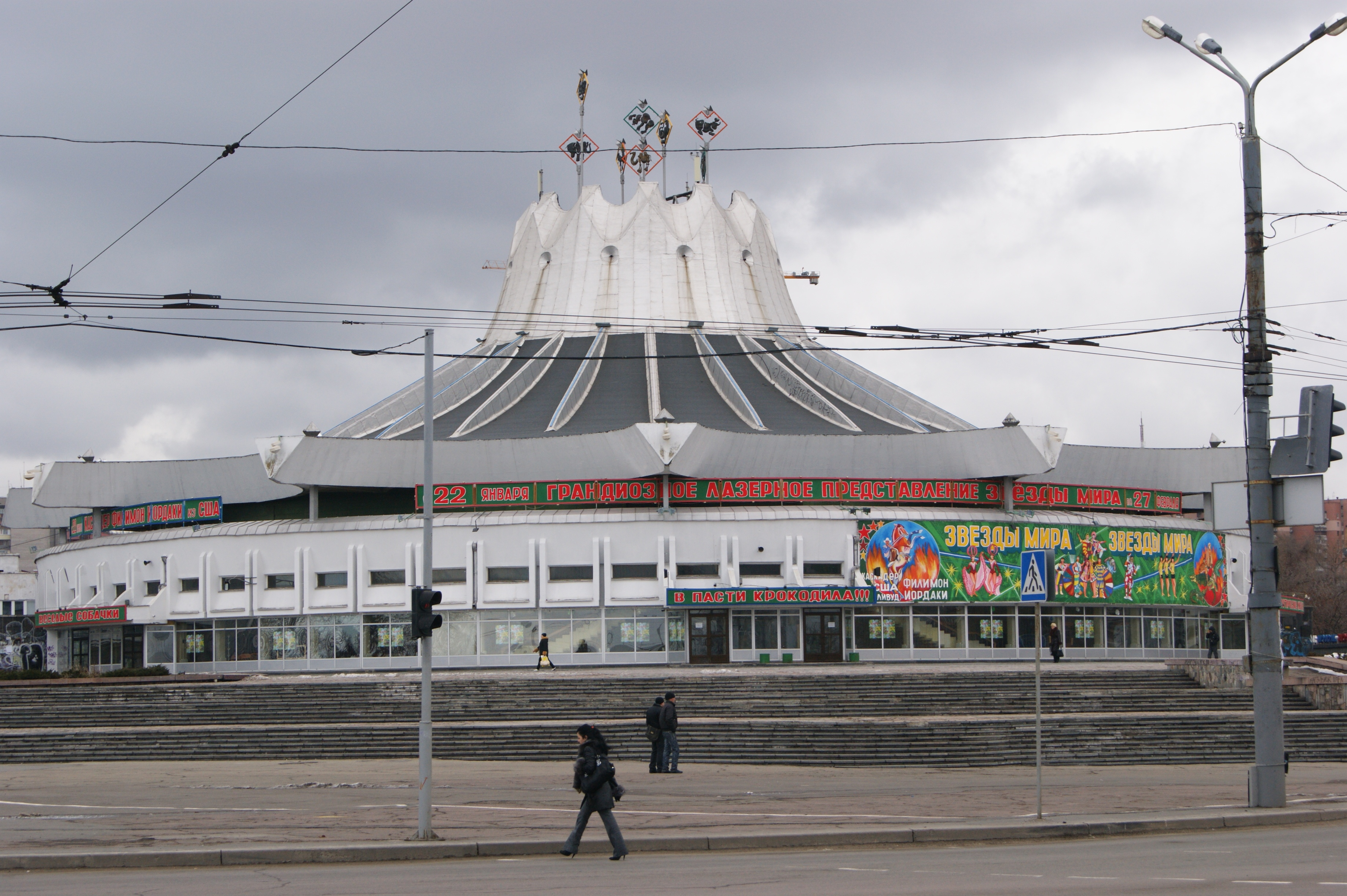
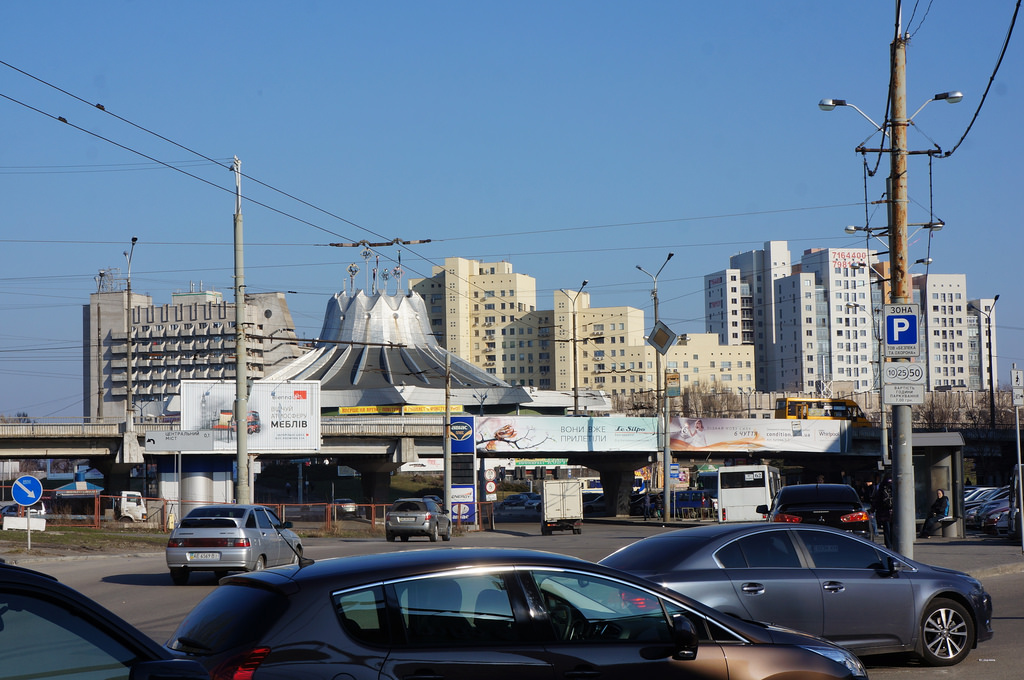
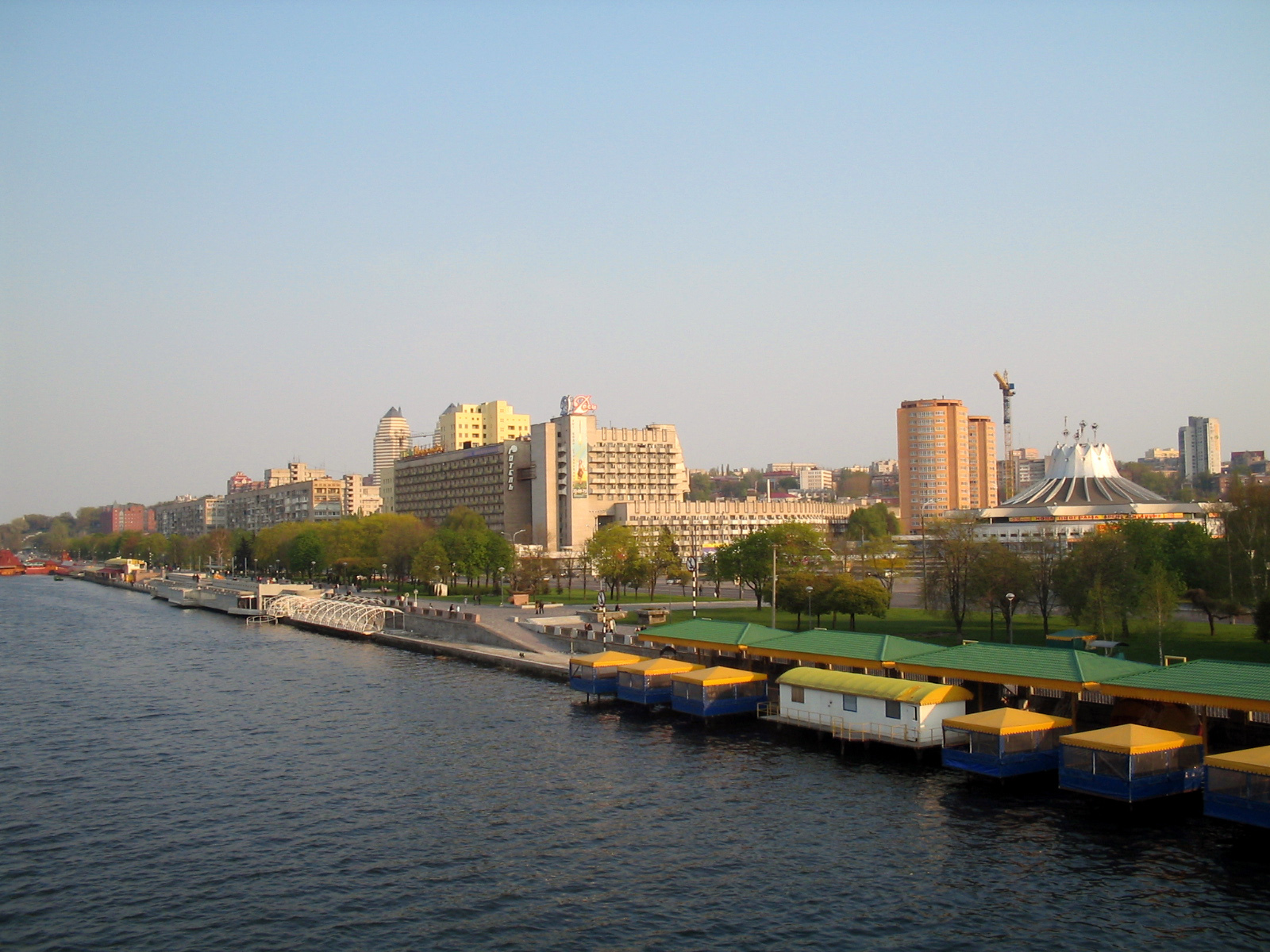
Краєвид з Січеславської Набережної